# Valdemorales
Valdemorales es un municipio y localidad española de la provincia de Cáceres, en la comunidad autónoma de Extremadura. El término municipal, perteneciente al partido judicial de Cáceres y a la mancomunidad de Sierra de Montánchez, tiene una población de 215 habitantes (INE 2024).

## Geografía
El municipio se ubica sobre la sierra de Sierra de Montánchez la cual tiene dos alineaciones montañosas separadas por un amplio valle donde se sitúa, en su zona más baja, la población de Valdemorales. La cresta oriental es más escarpada que la occidental y sus picos más significativos son «Cerro de San Cristóbal», «Cancho del Águila» y el «Cerro Limón» mientras que en la occidental se encuentran los de «Cerro del Pajar», «Acebuchal», «Las Torrecillas» y «El Cañazo».
El valle donde está situado Valdemorales hace de pequeño puerto (paso de un valle a otro entre dos montañas) de paso entre la meseta trujillano-cacereña y las Vegas Altas del río Guadiana que están en cotas que se diferencian en 200 m. Las corrientes de agua más importantes son el «Arroyo de Santa Ana» y el «Regato del Cañazo». El clima es mediterráneo subtropical con inviernos suaves y temperatura media anual de 17 °C lo cual hace que, en medio de zonas de extremado calor, sea una zona de bienestar térmico. La localidad dista unos 45  km de la capital provincial y está al sur de la provincia, muy cerca de la delimitación de esta con la provincia de Badajoz.

## Historia
Valdemorales era conocido en épocas antiguas como el «valle de los morales», cuyo antropónimo es el de «Corchero», porque era tradicional que se trasmitiese ese oficio de generación en generación. Su historia viene marcada por la ocupación mudéjar que se hace patente en la arquitectura de las casas, en las bóvedas de tipo mudéjar, de ladrillo visto.
La población era tenía Casa de postas en la ruta que los comerciantes y ganaderos del sur subían por la cañada desde la Baja Extremadura, por Cornalvo y Mérida hacia Castilla. En el siglo XII el rey Fernando II donó esta población y sus alrededores a la Orden de Santiago para llevar a cabo su repoblación ya que la zona había quedado semidesértica tras la huida de los musulmanes y los mudéjares que se quedaron fueron obligados a abandonar los castillos o fortalezas como la del «Castilijillo». A finales del siglo XIV esta población formaba parte del «Provisorato de Mérida», junto con otros lugares y pueblos de la zona.
A la caída del Antiguo Régimen la localidad se constituye en municipio constitucional en la región de Extremadura, desde 1834 quedó integrado en partido judicial de Montánchez. En el censo de 1842 contaba con 100 hogares y 548 vecinos. La localidad aparece descrita en el decimoquinto volumen del Diccionario geográfico-estadístico-histórico de España y sus posesiones de Ultramar de Pascual Madoz de la siguiente manera:

VALDEMORALES: l. con ayunt. en la prov. y aud. terr. de Cáceres (6 leg.), part. jud. de Monlanches (1 1/2), dióc. de Llerena (20), c. g. de Estremadura (Badajoz 16). sit. en lo mas hondo de un valllle, es de clima templado en los inviernos y demasiado sofocante en el verano, de escasa ventilacion y corto horizonte y se padecen muchas intermitentes y afecciones gástricas: tiene 140 casas muy bajas sin formar calles; la de ayunt., con local para el pósito y cárcel; una escuela sostenida por retribucion en la que su educan 30 niños; igl. parr. (San Andrés Apóstol) curato de primar ascenso y provision de S. M. á propuesta del Tribuna Especial de las Ordenes Militares como perteneciente á la de Santiago. Se surte de aguas potables en 2 fuentes en los afueras, una al S. y otra al N.; otras 3 en la sierra y la llamada del Quejigo tan fria en el verano que apenas se puede beber. Confina el térm. por N. con el de la Zarza; E. y S. Almoharin; O. Montanches, estendiéndose de 1/4 á 1/2 leg., y comprende 1,000 fan. de labor; algun monte de encina; la alta sierra de la Zarza al E.; la de Montanches al O., y un cerro peñascoso al S. llamado Castillejuelo, donde se ven algunos vestigios de pobl. ant. Le bañan arroyos insignificantes, que bajan de las sierras que le circundan. El terreno es de miga y feraz en el valle; flojo, somero y pizarroso en los cerros, arenoso y cubierto de peñascos en las sierras. Los caminos son vecinales: el correo se recibe en Montanches, por balijero, dos veces á la semana. prod.: centeno, trigo, garbanzos, cebada, avena, aceite, vino y frutas; se mantiene ganado lanar, cabrio, vacuno y de cerda, y se cria caza menuda. ind. y comercio: telares de lienzos, 2 molinos harineros, 3 de aceite, algunas tahonas, se trafica en cerdos. pobl.: 100 vec, 547 alm. cap. prod.: 461,800 rs. imp.: 23,090. contr.: 3,649 6. presupuesto municipal: 2,554. del que se pagan 1,100 al secretario y se cubre con el producto de propios y arbitrios.
(Madoz, 1849, p. 280)

## Demografía
Valdemorales cuenta con una población de 215 habitantes (INE 2024).
| Gráfica de evolución demográfica de Valdemorales entre 1842 y 2021                                                  |
| |
| Población de derecho según los censos de población del INE Población de hecho según los censos de población del INE |

## Patrimonio

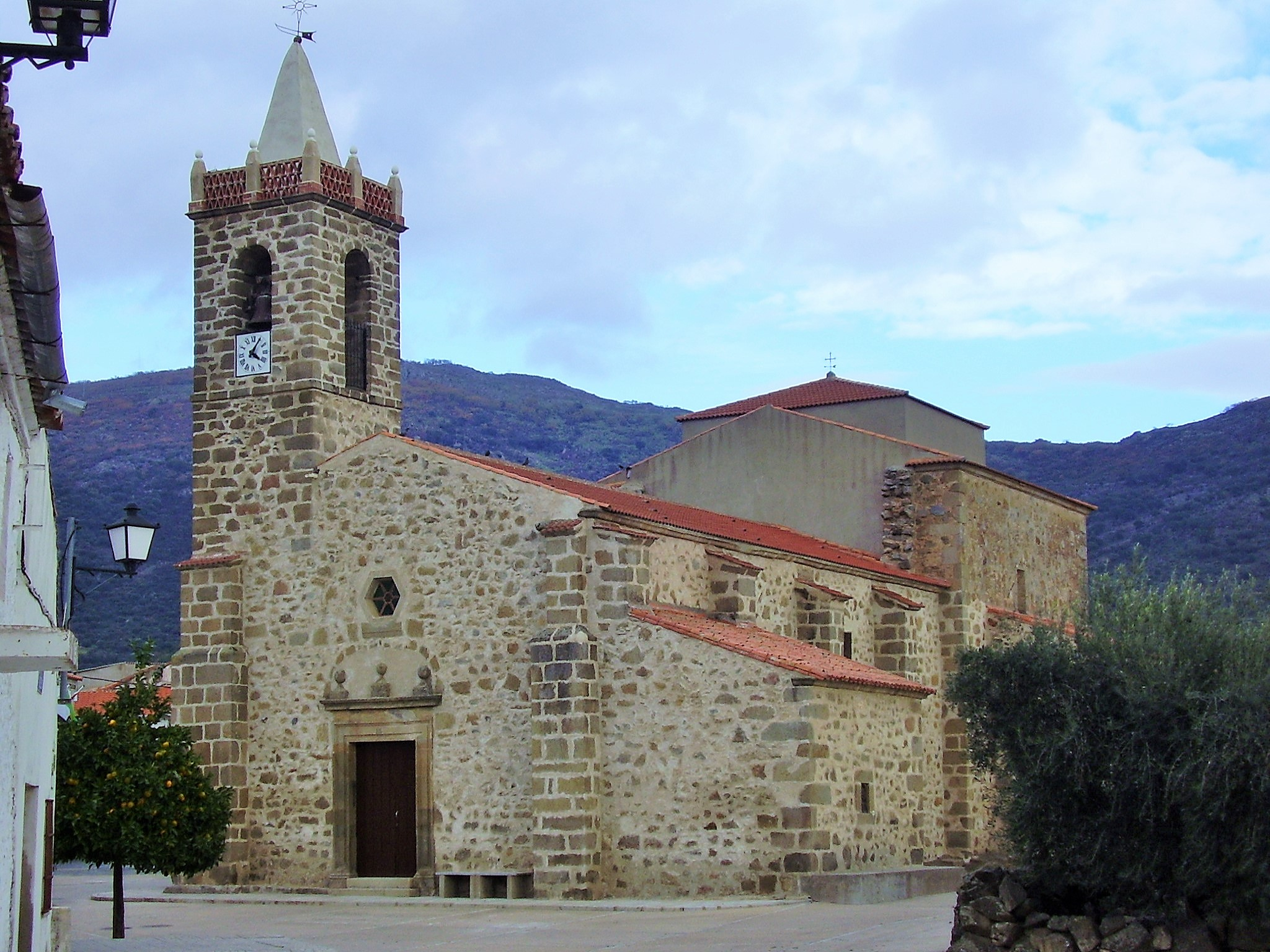
Iglesia de San Andrés Apóstol

Iglesia parroquial católica bajo la advocación de San Andrés Apóstol, a cargo del párroco de Almoharín, en la diócesis de Coria-Cáceres.

## Festividades
En el municipio se celebran las siguientes festividades:
- Cabalgata de Reyes: 5 de enero
- Carnaval: es festivo local el Martes de Carnaval
- Semana Santa: destaca la procesión de la Soledad
- Romería de San Cristóbal: domingo siguiente al de Resurrección
- Fiesta de corcherito: primer domingo de agosto
- Virgen del Rosario: primer domingo de octubre
- Procesión de San Andrés: 30 de noviembre